# Icosaedro tridisminuido aumentado
En geometría, el icosaedro tridisminuido aumentado es uno de los sólidos de Johnson (J64).
Puede obtenerse uniendo un tetraedro a otro sólido de Johnson, el icosaedro tridisminuido.
Los 92 sólidos de Johnson fueron nombrados y descritos por Norman Johnson en 1966.